# Штудер, Юрг
Юрг Шту́дер (нем. Jürg Studer) — швейцарский кёрлингист.
В составе мужской сборной Швейцарии участник чемпионата мира 1983 (заняли восьмое место). Чемпион Швейцарии среди мужчин и смешанных команд.
Играл на позиции второго.

## Достижения
- Чемпионат Швейцарии по кёрлингу среди мужчин: золото (1983).
- Чемпионат Швейцарии по кёрлингу среди смешанных команд: золото (1982).

## Команды
| Сезон                          | Четвёртый      | Третий               | Второй     | Первый            | Турниры           |
| ------------------------------ | -------------- | -------------------- | ---------- | ----------------- | ----------------- |
| 1982—83                        | Бруно Бингельи | Урс Штудер           | Юрг Штудер | Даниэль Визер     | ЧШМ 1983          |
| 1982—83                        | Урс Штудер     | Бруно Бингельи       | Юрг Штудер | Даниэль Визер     | ЧМ 1983 (8 место) |
| Кёрлинг среди смешанных команд |                |                      |            |                   |                   |
| 1981—82                        | Урс Штудер     | Бригитта Лойтенеггер | Юрг Штудер | Карин Лойтенеггер | ЧШСК 1982         |

(скипы выделены полужирным шрифтом)